# 俺が俺が〜世界中が敵になっても〜/春一番
「俺が俺が〜世界中が敵になっても〜/春一番」（おれがおれが・せかいじゅうがてきになっても/はるいちばん）は、若旦那の3枚目のシングル。2012年4月25日にTank Top Recordsから発売された。

## 概要
前作から約6ヵ月振りとなるシングル。「俺が俺が〜世界中が敵になっても〜」のPVには当時WBC世界ミニマム級王者の井岡一翔が出演。
「春一番」はキャンディーズが1976年にリリースした同名楽曲のカバーである。PVは、動画サイトで公開したバーションとバンドによるバージョンの2種類が存在する。DVDには、「俺が俺が〜世界中が敵になっても〜」と「春一番」のPVと「春一番」のPVのBAND Versionが収録されている。

## 収録曲

### CD
1. 俺が俺が〜世界中が敵になっても〜 [6:14]
（作詞・作曲：若旦那 / 編曲：橘井健一）
  - フジテレビ・関西テレビ系情報番組『Mr.サンデー』エンディングテーマ
2. 春一番 [4:23]
（作詞・作曲：穂口雄右 / 編曲：松田岳二）
  - ハウスメイト「春部屋キャンペーン」CMソング
  - キャンディーズの楽曲のカバー。
3. KAKUGO [6:25]
（作詞・作曲：若旦那）
  - INFINITY16のシングル。
4. 俺が俺が〜世界中が敵になっても〜（Instrumental）
5. 春一番（Instrumental）
6. KAKUGO（Instrumental）

### DVD
1. 春一番 Music Video【BAND Version】 [6:14]
2. 俺が俺が～世界中が敵になっても～ Music Video [4:23]
3. 春一番 Music Video